# Slag bij Fort Stedman
De Slag bij Fort Stedman vond plaats op 25 maart 1865 bij Petersburg, Virginia tijdens de Amerikaanse Burgeroorlog. Deze slag is ook gekend als de Slag bij Hare's Hill. De Zuidelijke aanval voor dag en dauw was de laatste poging om het Beleg van Petersburg te doorbreken. De Zuidelijke eenheden onder leiding van generaal-majoor John B. Gordon werden na initieel succes terug gedreven door Noordelijke eenheden van het IX Corps onder leiding van generaal-majoor John G. Parke.

## Achtergrond
In maart 1865 verdedigde de Zuidelijke generaal Robert E. Lee nog altijd de stellingen rond Petersburg. Zijn leger was door de maandenlange gevechten verzwakt door desertie, honger en een algemeen tekort aan voorraden. Hij was sterk in de minderheid met 50.000 soldaten tegenover 125.000 Noordelijke soldaten onder algemene leiding van luitenant-generaal Ulysses S. Grant. Na de nederlaag van luitenant-generaal Jubal A. Early in de Slag bij Waynesboro in de Shenandoahvallei wist Lee, dat nog eens 50.000 soldaten onder leiding van generaal-majoor Philip H. Sheridan zijn weg uitkwamen. Bovendien rukte generaal-majoor William T. Sherman op door de Carolina’s op weg naar Grant. Lee wou een vijandelijk overwicht van 4 tegen 1 vermijden. Hij vroeg generaal-majoor John B. Gordon om advies. Gordon had drie voorstellen. Ten eerste om vredesvoorwaarden te vragen aan de vijand. Ten tweede om Richmond en Petersburg te evacueren en aansluiting te zoeken bij het Zuidelijke leger van Joseph E. Johnston om samen Sherman te verslaan om daarna alle aandacht op Grant te kunnen vestigen. Een derde voorstel was zelf en zo snel mogelijk een grootscheepse aanval uit te voeren tegen Grant. Daarna ontstond een discussie waarbij Lee de eerst optie uitsloot wegens de politieke implicaties en de tweede wegens de technische moeilijkheden. Toch verliet Gordon Lee met de indruk dat Lee alle opties overwoog. Op 6 maart werd Gordon opnieuw naar het hoofdkwartier ontboden. Lee zei dat vechten de enige optie was.
Gordon zou later in zijn memoires schrijven, dat hij dag en nacht werkte om een plan uit te werken waar Lee misschien de laatste slag zou toebrengen om de Zuidelijke zaak te redden. Op 23 maart legde hij een plan voor waarbij een verrassingsaanval zou uitgevoerd worden op Grants stellingen waarbij de Noordelijke posities zodanig zouden verstoord worden dat Grant voor enige tijd verlamd was.
Grant werkte een aanval uit die voor dag en dauw zou plaatsvinden vanuit de Zuidelijke stellingen bij Colquitt’s Salient tegen Fort Stedman. Dit was slechts een van de Noordelijke bolwerken. Deze was vernoemd naar Griffin A. Stedman een kolonel uit Connecticut, die in de buurt gesneuveld was in augustus 1864. De afstand tussen beide linies was hier het kleinst en op 1,5 km achter het fort lag een groot depot met voorraden. Na de inname van Fort Stedman en de daar aanwezige artillerie zouden Zuidelijke soldaten in noordelijke en zuidelijke richting uitzwermen om de omliggende bolwerken onschadelijk te maken. Daarna zou een tweede grootscheepse aanval doorstoten naar City Point. Daar lag de grote bevoorradingsbasis van de Noordelijken en tevens Grants hoofdkwartier.
De aanvalsmacht zou bestaan uit drie divisies (aangevoerd door brigadegeneraal Clement A. Evans, generaal-majoor Bryan Grimes en brigadegeneraal James A. Walker) van Gordons Second Corps en twee brigades (brigadegeneraals Matt Whitaker Ransom en William Henry Wallace) van de divisie van generaal-majoor Bushrod R. Johnson, Fourth Corps. Twee brigades van generaal-majoor Cadmus M. Wilcox’ Third Corps waren de reserve. Lee had eveneens het bevel gegevenaan de divisie van generaal-majoor George Pickett van het First Corps om hun stellingen ten noorden van de James te verlaten, om op tijd aan de strijd te kunnen deelnemen. Dit was bijna de helft van Lees infanterie van het Army of Northern Virginia ofwel 11.500 soldaten van Gordons korps en Buhrod Johnsons divisie, 1.700 soldaten van Wilcox’ soldaten in de onmiddellijke omgeving en 6.500 soldaten van Pickett die op weg waren. De cavaleriedivisie van generaal-majoor W.H.F. "Rooney" Lee zou doorstoten waar de infanterie kon doorbreken.
Tegenover hun stond het Noordelijke IX Corps onder leiding van generaal-majoor John G. Parke die de eerste 11 km verdedigde tot ten zuiden van de Appomattox. Voor Gordon lagen de artilleriebatterijen IX en X, Fort Stedman en de batterijen XI en XII. Parkes 3rd division van brigadegeneraal John F. Hartranft lag in reserve. Terwijl generaal-majoor George G. Meade in City Point bij Grant was, was Parke zijn plaatsvervanger als bevelhebber van het Army of the Potomac.

## De slag

### De Zuidelijke aanval
Gordons aanval begon om 04.15u. Een voorhoede van scherpschutters en genisten die zich voordeden als deserteurs dienden de Noordelijke voorposten in te nemen en alle obstakels opruimen die de hoofdmacht kon vertragen. Ze werden gevolgd door drie groepen van telkens 100 soldaten die de Noordelijke stellingen dienden te bestormen om daarna in de vijandelijke achterhoede paniek te zaaien. Deze soldaten moesten het hebben van het verrassingselement en snelheid. Daarom droegen ze ongeladen musketten, om te voorkomen dat deze per ongeluk afgingen en de vijand hiermee waarschuwden. Het zwaartepunt van de aanval lag tussen de batterijen XI en X. Eén groep rukte op naar Batterij XI terwijl de andere twee naar Batterij X en Fort Stedman oprukten. De aanval was een volledige verrassing voor de Noordelijken.

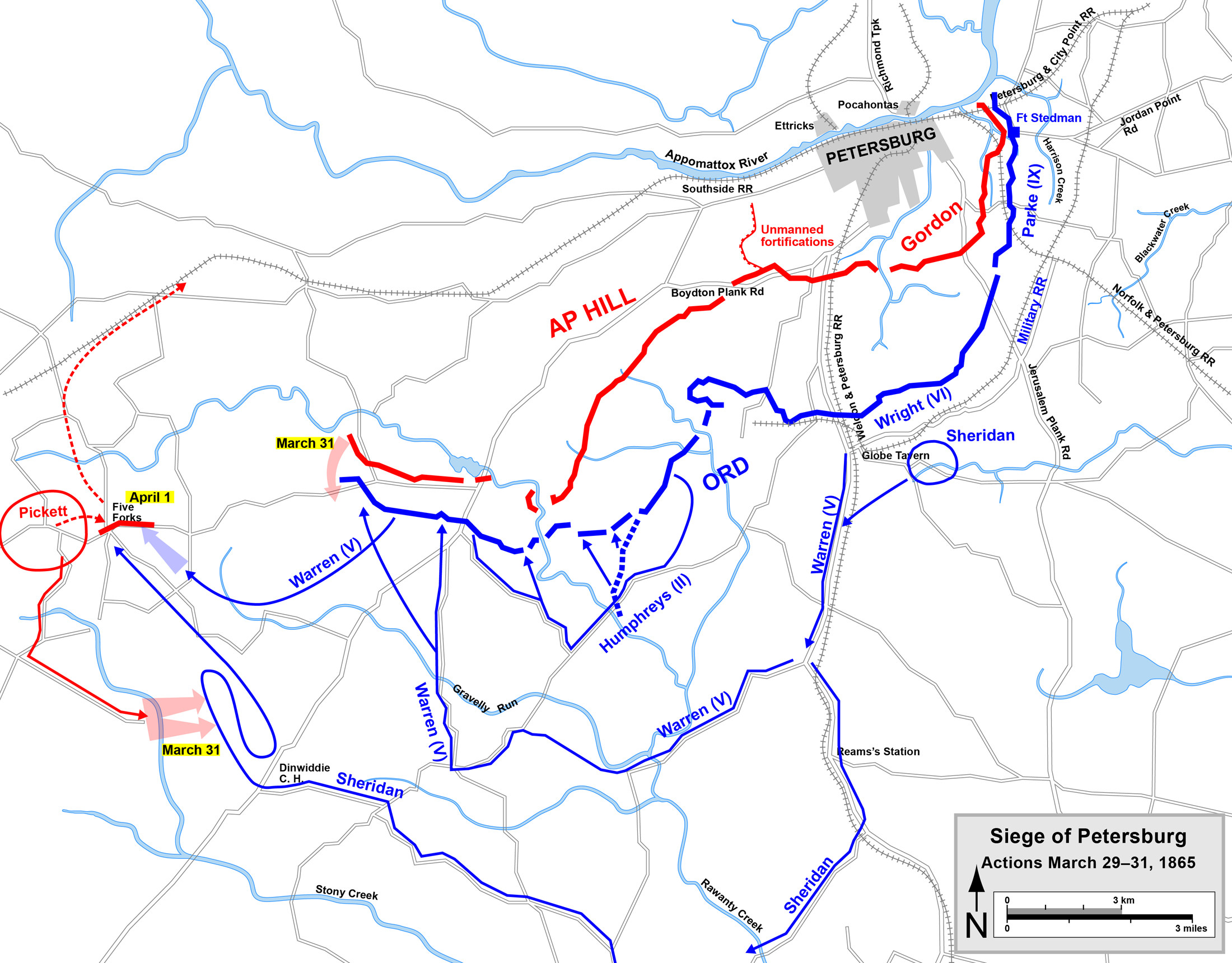
Beleg van Petersburg in het voorjaar van 1865.

Brigadegeneraal Napoleon B. McLaughlen, bevelvoerend officier voor de sector bij Fort Stedman, werd gewekt door de geluiden van de aanval. Hij kleedde zich vlug aan en reed naar Fort Haskell, net ten zuiden van Batterij XII. McLaughlen gaf het bevel aan de daar aanwezige soldaten om het vuur te open in de richting van Batterij XI die reeds was overrompeld door de Zuidelijken. McLaughlen liet ook een reserveregiment, de 59th Massachusetts, een tegenaanval uitvoeren met bajonetten. De batterij werd tijdelijk heroverd door de Noordelijken. Hij ging ervan uit, dat hij het enige gat in zijn linie had gedicht. Daarom reed hij naar Fort Stedman. Daar aangekomen gaf hij orders aan de soldaten. Dit fort was echter reeds in Zuidelijke handen gevallen. McLaughlen werd prompt krijgsgevangen gemaakt en weggevoerd naar de Zuidelijke generaal Gordon. Daar overhandige McLaughlen zijn zwaard als teken van overgave.
Gordon reed snel door naar Fort Stedman waar de aanval tot nu toe zeer succesvol verlopen was. De batterijen X, XI en XII en Fort Stedman waren al in Zuidelijke handen, waardoor een gat in de Noordelijke linies ontstaan was van meer dan 300 m lang. De Zuidelijke artilleristen onder leiding van luitenant-kolonel Robert M. Stribling richten de veroverde kanonnen op de Noordelijke stellingen. De aanvallers kregen het nu moeilijker om meer gebied in te nemen. In noordelijke richting raakten de Zuidelijken verstrikt in het doolhof van loopgraven. Gordon richtte nu zijn aandacht op zijn zuidelijke flank waarbij hij de divisie van Clement Evans inzette om Fort Haskell in te nemen. De verdedigers schoten hun kanonnen af op korte afstand waardoor de Zuidelijke aanval stokte. De Zuidelijke artillerie vanuit Colquitt’s Salient opende het vuur op Fort Haskell, wat de Noordelijke artillerie beantwoordde. Ze werden ondersteund door de zware mortieren in de Noordelijke achterhoede. Toen de vlag afgeschoten werd, gingen de Noordelijke kanonniers ervan uit, dat het fort gevallen was en openden het vuur op hun eigen soldaten. Vrijwilligers probeerden de vlag opnieuw te bevestigen. Er stierven vier soldaten voor de Noordelijke artillerie het vuur staakte.
Gordon stuurde een boodschapper naar Lee met het goede nieuws. Hij was echter niet op de hoogte van de beginnende problemen. Zijn drie eenheden van 100 soldaten plunderden Noordelijke rantsoenen in plaats van paniek en verwarring te zaaien onder de vijand. Ook de cavalerie had geen weg gevonden om de vijandelijke achterhoede aan te vallen. Picketts divisie had transportproblemen. Slechts drie van zijn vier brigades vertrokken op tijd. Ze arriveerden pas na de middag toen ze geen bijdrage meer konden leveren aan de strijd. De Noordelijken begonnen hun tegenaanval voor te bereiden. Parke liet onmiddellijk de reservedivisie van Hartranft een tegenaanval uitvoeren, terwijl de reserve-artillerie van kolonel John C. Tidball zijn kanonnen opstelde op de heuvelrug ten oosten van Fort Stedman en het vuur opende op de Zuidelijken.

### Noordelijke tegenaanval
Hartranft reageerde zonder aarzelen Hij slaagde erin om de Zuidelijke aanval te stoppen tegen 07.30u en liet de Noordelijke artillerie een vernietigend vuur openen op de Zuidelijken in de veroverde bolwerken.
Gordon realiseerde zich dat zijn plan in duigen begon te vallen toen zijn soldaten zich begonnen terug te trekken en sterke Noordelijke tegenstand melden. Met toestemming van Lee, die ondertussen de slag gadesloeg, liet Gordon zijn soldaten zich terug trekken. Tegen 07.45u stonden 4.000 Noordelijke soldaten aangevoerd door Hartranft in een halve cirkel klaar om de tegenaanval in te zetten. Een boodschapper arriveerde met de boodschap om versterkingen af te wachten die onderweg waren van het VI Corps. Hartranft wachtte hier niet op en ging over tot de aanval. De Zuidelijken leden zware verliezen. De Zuidelijke aanval was mislukt. Fort Stedman werd heroverd door een peloton van het 208th Pennsylvania.

## Gevolgen
Een belangrijke bezoeker was getuige geweest van de gevechten op 25 maart. Die ochtend was president Abraham Lincoln aangekomen om te overleggen met Grant en een parade af te nemen. De parade werd uitgesteld naar de namiddag.
De aanval op Fort Stedman zou vier uren duren en had geen gevolgen voor de Noordelijke stellingen. De Zuidelijken dienden zich terug te trekken naar hun eigen linies. Om Gordon van genoeg stootkracht te voorzien, had Lee zijn rechterflank verzwakt. Het Noordelijke II en VI Corps veroverden veel van de voorposten ten zuidwesten van Petersburg, maar kon geen grote terreinwinst behalen bij de goed verdedigde hoofdlinie. Deze Noordelijke acties bereidde de aanval voor van Grant op 2 april 1865 die als de Derde Slag bij Petersburg de geschiedenis zou ingaan.
De Noordelijken verloren 1.044 soldaten waarvan 72 doden, 450 gewonden en 522 vermisten of gewonden. De Zuidelijke verliezen waren veel zwaarder. Ze verloren 600 doden, 2.400 gewonden en 1.000 vermisten of gevangen. Het gevolg was dat de Zuidelijke stellingen ernstig verzwakt waren. Lee had gegokt en verloren. Daarna volgde al snel wat later de Appomattox-veldtocht zou worden met de Slag bij Five Forks en de val van Richmond en Petersburg. Lee tekende op 9 april 1865 de overgave van zijn Army of Northern Virginia in Appomattox Court House.

## Aanbevolen lectuur
- Horn, John. The Petersburg Campaign: June 1864 – April 1865. Conshohocken, PA: Combined Publishing, 1999. ISBN 978-1-58097-024-2.
- Trudeau, Noah Andre. The Last Citadel: Petersburg, Virginia, June 1864 – April 1865. Baton Rouge: Louisiana State University Press, 1991. ISBN 0-8071-1861-3.